# Asato Miyagawa
Asato Miyagawa (jap. 宮川 麻都, Miyagawa Asato; * 24. Februar 1998 in Yokohama) ist eine japanische Fußballnationalspielerin, die mit den japanischen U-Mannschaften die U-16- und U-19-Asien- sowie die U-17- und U-20-Weltmeisterschaften gewann.

## Karriere

### Verein
Miyagawa spielte in der Jugend für die Nippon TV Beleza. Sie begann ihre Karriere bei Nippon TV Beleza. 2019 gewann sie mit NTV die erstmals ausgetragene AFC Women’s Club Championship.

### Nationalmannschaft
Durch den Gewinn der U-16-Asienmeisterschaft 2013, bei der sie drei Einsätze hatte, konnte sie mit der japanischen U-17-Nationalmannschaft an der U-17-Weltmeisterschaft der Frauen 2014 teilnehmen. Im ersten Spiel, das mit 2:0 gegen Spanien gewonnen wurde, erzielte sie das erste Turniertor für die Japanerinnen. Auch beim 10:0-Sieg im zweiten Gruppenspiel gegen Paraguay gehörte sie zu den Torschützinnen. Auch in den weiteren Spielen bis zum finalen Triumph wurde sie eingesetzt, weitere Tore gelangen ihr aber nicht.
Durch den Gewinn der U-19-Asienmeisterschaft 2015, bei dem sie in den ersten beiden Gruppenspielen und im Finale eingesetzt wurde, konnte sie mit der japanischen U-20-Nationalmannschaft an der U-20-Weltmeisterschaft der Frauen 2016 teilnehmen. Dort war sie zweitjüngste Spielerin im japanischen Kader und wurde erstmals im dritten Gruppenspiel gegen Kanada eingesetzt. Aufgrund der mehr erzielten Tore wurden sie Gruppensiegerinnen vor den punktgleichen Spanierinnen und Nigerianerinnen. In den K.-o.-Spielen, die mit dem Gewinn der Bronzemedaille endeten, wurde sie dann immer eingesetzt. 2017 konnte sie mit der U-19-Mannschaft den Titel des U-19-Asienmeisters verteidigen, wobei sie in vier Spielen eingesetzt wurde und ein Tor erzielte. Damit konnte sie auch an der U-20-WM 2018 teilnehmen, nun als drittälteste Spielerin im Kader. Dort kam sie in allen sechs Spielen zum Einsatz und half mit den ersten U-20-WM-Titel nach Japan zu holen.
Miyagawa wurde 2019 in den Kader der japanischen Nationalmannschaft berufen. Sie kam beim SheBelieves Cup 2019 im zweiten Spiel gegen Brasilien zu ihrem ersten Einsatz. Sie wurde auch in den Kader der Weltmeisterschaft der Frauen 2019 berufen, kam aber nicht zum Einsatz. Beim Gewinn der Ostasienmeisterschaft 2019 wurde sie zweimal eingesetzt.
Bei den wegen der COVID-19-Pandemie um ein Jahr verschobenen Olympischen Spielen in ihrer Heimat wurde sie bei den Niederlagen im Gruppenspiel gegen Großbritannien (0:1) und im Viertelfinale gegen Schweden (1:3) eingesetzt.
Im Januar 2022 wurde sie auch in den Kader für die Asienmeisterschaft 2022 berufen. Beim Turnier, das für Japan nach einer Niederlage im Elfmeterschießen gegen China endete, kam sie im zweiten Gruppenspiel und im Viertelfinale zum Einsatz. Mit dem Einzug ins Halbfinale konnten sich die Japanerinnen für die WM 2023 qualifizieren.

## Erfolge

### Verein
Nippon TV Beleza
- Nihon Joshi Soccer League: 2016, 2017, 2018, 2019
- AFC Women’s Club Championship 2019

### Nationalmannschaft
- U-16-Asienmeisterschaft 2013
- U-17-Weltmeisterschaft: 2014
- U-19-Asienmeisterschaft 2015 und 2017
- U-20-Weltmeisterschaft: 2018
- Ostasienmeisterschaft: 2019